# Brasserie du Bocq
Brouwerij du Bocq, beter bekend als Brasserie du Bocq, was een Waals familiebedrijf gelegen in Purnode, een dorpje in de gemeente Yvoir in de Condroz. De brouwerij is genoemd naar de Bocq, een zijriviertje van de Maas. In 2015 werd de brouwerij overgenomen door brouwerij Corsendonk.

## Geschiedenis
In 1858 begon de landbouwer Martin Belot (1808-1894) met het brouwen van bier in zijn eigen boerderij. Aanvankelijk heette het bedrijf Brasserie Belot Frères et Soeur, omwille van de deelname van 4 van de 14 kinderen uit het gezin van Martin Belot. De brouwerij maakte een hele reeks bieren, van tafelbier tot zware bieren en leverde zelf aan de klanten. In 1925 werd de naam veranderd in Brasserie Belot Frères en de leiding kwam dan bij kleinzoon Victor Belot (1904-1986). In 1942 kwam diens zoon Joseph Belot aan het roer te staan van de toen inmiddels genoemde Brasserie du Bocq.
In 1960 werd de boerderij gestopt en stopten ook de leveringen aan huis.
In 1967 nam men het besluit om nog alleen maar speciaalbier te gaan produceren. Toen werd de Brasserie Centrale uit Marbaix-la-Tour overgenomen, waar men bleef brouwen tot in 1983. In 1983 werden alle brouwactiviteiten geconcentreerd in Purnode.
De familie Keersmaekers, eigenaar van brouwerij Corsendonk, nam in 2015 brouwerij du Bocq over. De familie had sinds 2010 al aandelen in het bedrijf en liet hun Corsendonk-bieren er ook brouwen. Vanaf 2015 nam de familie de brouwerij volledig over.

## Productie
Heden (2012) staat de zesde generatie van de familie aan het roer. Het bedrijf brouwt - met 45 personeelsleden - 74.500 hectoliter bier en draait een omzet van meer dan € 9 miljoen. Dagelijks worden twee brouwsels van elk 220 hl geproduceerd.

Heel wat bier wordt uitgevoerd, onder meer naar Frankrijk, Italië, Groot-Brittannië, Australië, Japan.

## Onderscheidingen
- In 2012 werd Brasserie du Bocq opgenomen bij de Trends Gazellen, de snelst groeiende bedrijven van een streek die het ondernemingsklimaat positief beïnvloeden.[3][4]
- Eveneens in 2012 werd de brouwerij door de Provincie Namen en het BEP uitgeroepen tot onderneming van het jaar. Ze kreeg daarvoor de Alfer 2012.[5][6][7]

## Trivia
- De brouwerij stimuleert brouwerijbezoeken en is ook opgenomen bij de toeristische attracties van de streek.[8]

## Biermerken
- Agrumbocq - 3,1% vol.
- Applebocq - 3,1% vol.
- Redbocq - 3,1% vol.
- Brussels Fruit Beer "Apple" - 3,2% vol.
- Brussels Fruit Beer "Peaches" - 3,2% vol.
- Brussels Fruit Beer "Red Fruit" - 3,2% vol.
- Blanche de Namur - 4,5% vol.
- Saison Regal - 5,5% vol.
- Saison 1858 - 6,4% vol.
- Saint-Benoît - 6,3% vol.
- Triple Moine - 7,3% vol.
- Deugniet - 7,3% vol.
- La Gauloise - 8,1% vol.
- Bocq Christmas - 8,1% vol.
- Waterloo Double - 8,5% vol.
- Waterloo Triple - 7,5% vol.
- Tempelier      - 6% Vol